# Spalding (Regno Unito)
Spalding è una città di 30 000 abitanti che sorge sul fiume Welland nel distretto South Holland nella contea del Lincolnshire, in Inghilterra. 
Spalding è nota per l'annuale manifestazione chiamata "Spalding Flower Parade". Dal 2002 nel mese di Ottobre si tiene inoltre il Pumpkin Festival (nessun collegamento con Halloween).

## Cronologia
- 1050- Thorold de Bokenhale fonda un priorato benedettino
- 1086- la città è registrata come "Spallinge" nel Domesday Book
- 1284- Vengono costruite le chiese parrocchiali di St. Mary e St. Nicolas, durante il priorato di William de Littleport de Kurphery Frederick.
- 1377- Viene costruito il White Hart Inn nella Market Place.
- 1430- Richard Alwyn costruisce la sua residenza Ayschoughfee Hall
- 1566- Maria Stuarda, regina di Scozia, si ferma per una notte al White Hart Inn di Spalding
- 1588- Viene fondata la Spalding Grammar School
- 1590- Vengono costruiti i primi canali di scarico della città
- 1650- Sir John Gamlyn fonda ospizi di carità a Spalding
- 1688- Nasce Maurice Johnson il 19 giugno nella residenza Ayscoughfee Hall
- 1710- Maurice Johnson fonda il museo "Spalding Gentlemen's Society", oggi il secondo museo di più lunga data del paese.
- 1801- La popolazione di Spalding, secondo il censo, è di 3 296
- 1805- in Double Street viene costruita la "Friends Meeting House"
- 1831- La popolazione di Spalding, secondo il censo, è di 6 497
- 1838- Viene ricostruito sul fiume Welland l'High Bridge
- 1847- Viene fondata la Spalding Free Press
- 1848- La Great Northern Railway apre una stazione ferroviaria in città
- 1851- La popolazione di Spalding, secondo il censo, è di 8 829
- 1854- a Novembre viene consacrato il cimitero cittadino
- 1857- Viene aperto il Butter Market
- 1858- Viene costruita la stazione di polizia
- 1860- Un atto decreta che l'acqua venga convogliata a Spalding da Bourne
- 1866- Si forma la Spalding Amateur Dramatic Society
- 1866-67- Le chiese di St. Mary e St. Nicolas vengono restaurate da Sir George Gilbert Scott
- 1870- Viene aperta la Goodfellows National School
- 1871- La popolazione di Spalding, secondo il censo, è di 9 111
- 1875- Vengono costruite la chiesa di san Giovanni Battista, e accanto la scuola.
- 1875-1876- Viene costruita la chiesa di St. Peter

## Amministrazione

### Gemellaggi
- Spira